# Bijelo Brdo (Erdut)
Bijelo Brdo (srp. ćir. Бијело Брдо), je naselje u sastavu općine Erdut u Osječko-baranjskoj županiji.

## Zemljopis
Bijelo Brdo se nalazi na 15-ak kilometara od Osijeka, uz državnu cestu Osijek – Erdut.

## Stanovništvo

### Popis 1991.
Na popisu stanovništva iz 1991. godine, naseljeno mjesto Bijelo Brdo je imalo 2400 stanovnika, sljedećeg nacionalnog sastava:
| Popis 1991.     | Popis 1991.     | Popis 1991. | Popis 1991. | Popis 1991. |
| --------------- | --------------- | ----------- | ----------- | ----------- |
|                 |                 |             |             |             |
| Srbi            | Srbi            |             | 1.941       | 1.941       |
| Hrvati          | Hrvati          |             | 217         | 217         |
| Jugoslaveni     | Jugoslaveni     |             | 97          | 97          |
| Mađari          | Mađari          |             | 11          | 11          |
| Nijemci         | Nijemci         |             | 4           | 4           |
| Slovenci        | Slovenci        |             | 4           | 4           |
| Crnogorci       | Crnogorci       |             | 4           | 4           |
| Muslimani       | Muslimani       |             | 2           | 2           |
| Grci            | Grci            |             | 1           | 1           |
| Makedonci       | Makedonci       |             | 1           | 1           |
| Romi            | Romi            |             | 1           | 1           |
| Rusini          | Rusini          |             | 1           | 1           |
| Slovaci         | Slovaci         |             | 1           | 1           |
| ostali          | ostali          |             | 1           | 1           |
| neopredijeljeni | neopredijeljeni |             | 59          | 59          |
| region. opr.    | region. opr.    |             | 6           | 6           |
| nepoznato       | nepoznato       |             | 49          | 49          |
| ukupno: 2400    |                 |             |             |             |

### Popis 2001.
Prema popisu stanovništva iz 2001. godine, u Bijelom Brdu je živjelo 2119 stanovnika u 720 kućanstava.

### Popis 2011.
Prema popisu stanovništva iz 2011. godine, u Bijelom Brdu živi 1961 stanovnika.
| broj stanovnika | 1871  | 2116  | 1960  | 2051  | 2024  | 2111  | 2110  | 2225  | 1910  | 1929  | 2166  | 2304  | 2571  | 2400  | 2119  | 1961  | 1517  |
|                 | 1857. | 1869. | 1880. | 1890. | 1900. | 1910. | 1921. | 1931. | 1948. | 1953. | 1961. | 1971. | 1981. | 1991. | 2001. | 2011. | 2021. |

## Povijest
Prije pada pod osmansku vlast bilo je ondje selo Trnovac. U doba osmanske vlasti ondje se naseljava stanovništvo iz gornjega Podrinja. Naselje je stradalo za Bečkog rata (1683. – 1699.), zatim je obnovljeno i dobilo sadašnji naziv. Važno je po arheološkim nalazima iz brončanoga doba (transdanubijska kulturna skupina) te dvama srednjovjekovnim grobljima: jednom avarsko-slavenskom iz 7. – 9. st. i drugom iz 10. – 11. st., koje je postalo eponimno nalazište bjelobrdske kulture.

## Spomenici i znamenitosti
- Crkva sv. Nikole, građena od 1764. do 1809. godine, obnovljena 1996. godine

## Poznate osobe
- Kuzman Stanić (1825. – 1898.), temišvarski paroh
- Vasilije Trbić, veleški četnički vojvoda i borac za oslobođenje od Turaka
- Dušan Bogdanović, srbijanski košarkaš[6]
- Đorđe Nešić, pjesnik

## Obrazovanje
U selu djeluje osmogodišnja osnovna škola.

## Šport
- NK BSK Bijelo Brdo
- Bjelobrdski šahovski klub

## Vanjske poveznice
- Općina Erdut: Bijelo Brdo kroz povijest  Arhivirana inačica izvorne stranice od 11. rujna 2010. (Wayback Machine)